# 東京電燈

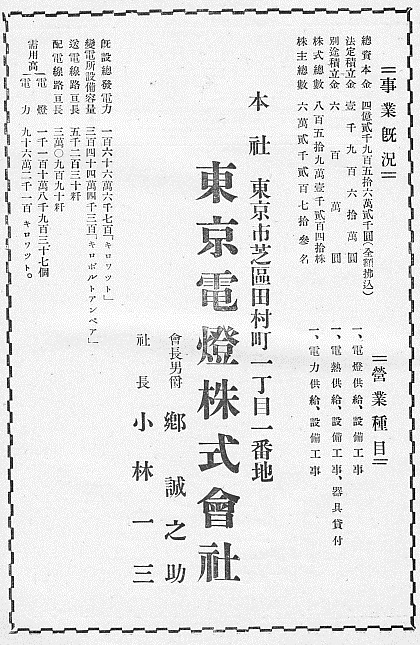
1930年代の東京電燈の広告

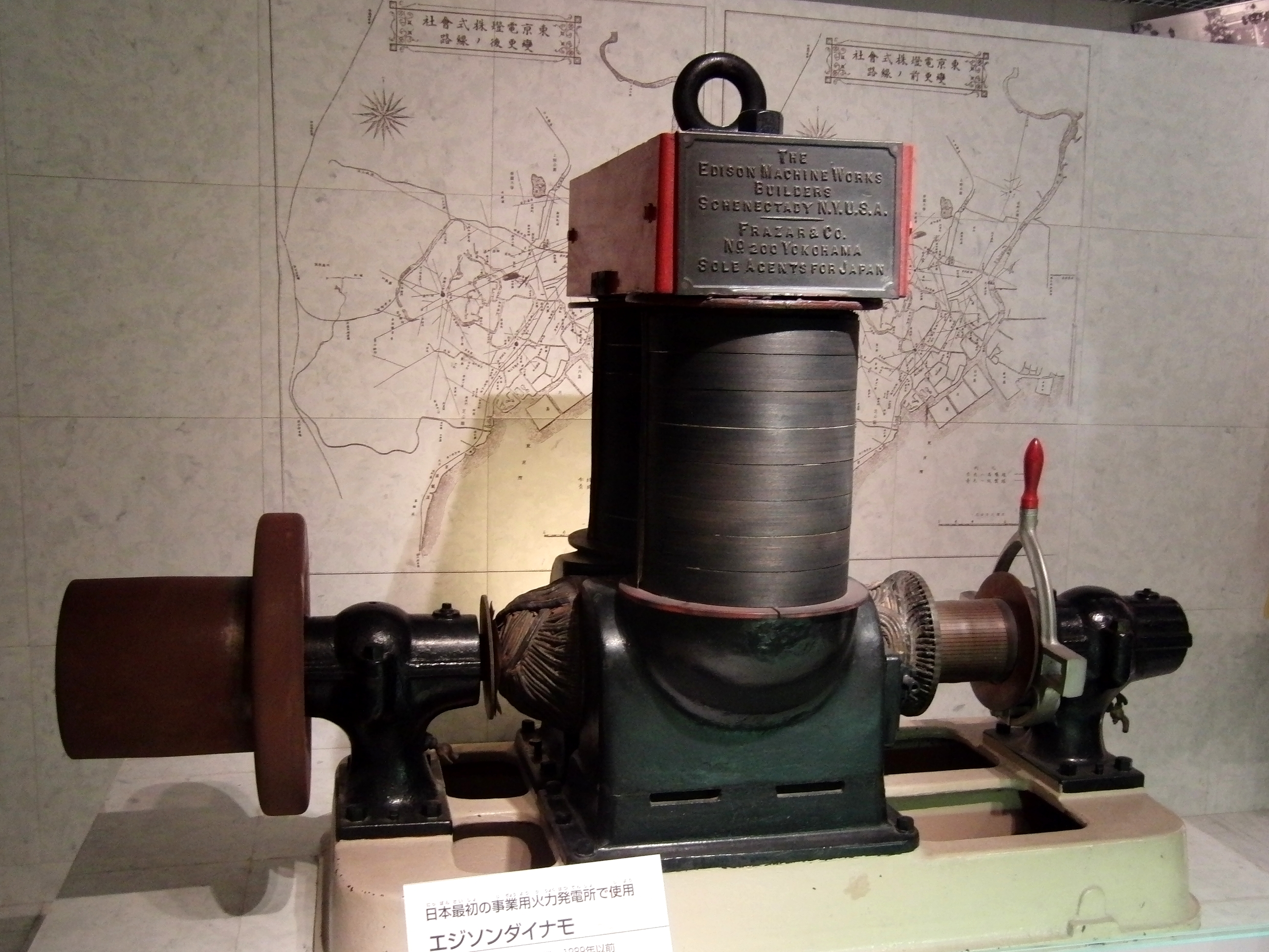
茅場町の火力発電所で使用されていた発電機、エジソンダイナモ（国立科学博物館の展示）

東京電燈株式会社（とうきょうでんとう、英文社名：Tokyo Electric Light Co., Ltd.）は、かつて存在した企業の一つ。日本初の電力会社である。

## 歴史

### 創始
1882年3月18日、渋沢栄一・大倉喜八郎らは、東京電燈会社設立を出願。7月、横山孫一郎・大倉喜八郎ら計画中の電燈会社と合同し、大倉組内に東京電燈会社設立事務所を設置。12月14日、創立をふたたび出願。1883年（明治16年）2月15日、矢島作郎、藤岡市助、大倉喜八郎、原六郎、三野村利助、柏村信（第十五国立銀行支配人・日本鉄道会社理事）、蜂須賀茂韶など数名からなる発起人が国から会社の設立許可を受ける。富国強兵に電力は今後欠かせないという判断の元、資本金20万円で前年に出した企業創立の請願書が認められたものだった。
1886年（明治19年）7月5日に企業活動を開始し（資本金20万円）、1887年（明治20年）11月には東京の日本橋茅場町
から電気の送電を開始する。この年の末には、火力発電所を東京5箇所に設置する工事を始め、直流送電を行った。11月29日、第二電燈局は市内配電を開始した（最初の公衆用配電。直流200V。火力発電）。しかし、旺盛な電力需要の高まりに交流送電への転換を余儀なくされ、1893年（明治26年）には200kWの国産大出力交流発電機を備えた浅草火力発電所の建設を開始。3年後に完成させた。
この時、浅草発電所において東京電燈はドイツのAEG製交流発電機も併せて購入使用したが、これは交流50Hzによる電気を供給するものであった。これに先立ち関西の大阪電燈がアメリカゼネラル・エレクトリック製の交流60Hz供給発電機を採用したが、これが現在まで続く日本の東西で商用電源周波数が異なる原因となっている。
1895年、甲州財閥の若尾逸平の事業体が東京電燈を買収した。以後、1927年までは若尾氏の一族を取締役または社長とした経営が行われていた。

### 鉄道事業
その後、品川電燈・深川電燈など関東に新しい電力会社が続々設立されるようになる。それらの中には、鉄道会社が副業として行っていたものや、その逆で余剰電力を用いて電気鉄道事業を行っていた電力会社もあった。なお、東京電燈も大正から昭和にかけての一時期、前橋電気軌道（利根発電合併による）・利根軌道・吾妻軌道（東京電力合併による）・江之島電氣鉄道（現在の江ノ電、横浜電気合併による）などを買収し、直接経営を行っていたことがある。大口の電力需要を持つ電気鉄道会社は、電力会社にとっても経営安定化の面などで魅力的なものだった。しかし東京電燈の場合は、電力事業へ専念しようという考えから、後には全ての路線を東武鉄道や江ノ島電気鉄道などに譲り渡した。
また、これが縁で江ノ電の架線柱は現在も東京電力の電柱を兼ねており、架線柱の片側が異様に長く、その先には電力線やコンデンサ等がぶら下がっている。

### 競争と買収・統合
明治時代から大正末期になると、東京鉄道・利根発電・鬼怒川水力電気・桂川電力・江戸川電気・猪苗代水力電気など関東における電力会社が続々誕生するようになり、競争状態になった。特に東京電燈と、東京市電気局と協定を結んでいた鬼怒川水力電気、桂川電力から受電契約を結んで設立された日本電燈の3社による競争は熾烈になり、過当なダンピングが行われるまでに至った。この競争は1917年（大正6年）に協定が結ばれたことで終結し、東京電燈はその後日本電燈を買収した。この激しい競争から東京電燈を事実上の勝利に導いたのは、当時の社長で甲州財閥の重鎮でもあった神戸挙一であり、後に東京電燈の黄金時代を築いて行くことになる。
大正末期には地方でも電力会社の統合が進み、東京電燈、東邦電力、大同電力、宇治川電気、日本電力の5社が五大電力会社と呼ばれるようになった。しかし東京電燈は、1923年（大正12年）に関東大震災で甚大な被害を受けた。だが復興は急ピッチで進み、翌年2月には8割以上の復旧をみた。1923年6月27日、英貨社債300万ポンドを発行（電力外債の初め）。また、震災後急増した電力需要に対応するため、隅田川沿いに千住火力発電所（4本のお化け煙突で有名）の建設も開始し、1929年（昭和4年）には50,000 kWの供給力を持つ大型発電所となった。この間、1928年（昭和3年）4月1日には東邦電力系列の東京電力と合併した（資本金4億715万円となる）。

### 経営不振と再建
その一方で、一連の企業買収は非効率な発電設備を抱えると共に電力供給能力の過剰を招くことになり、震災による被害とも相まって経営不振の原因となった。東邦電力への対抗策として行った名古屋進出も失敗に終り、加えて社長若尾璋八による社費の政治活動への流用（若尾は立憲政友会総務でもあった）やペーパーカンパニーを用いた私的流用もあり、同社に多額の融資を行っていた三井銀行も事態を看過できない程にまで経営が悪化していた。
若尾の息子若尾鴻太郞と田辺宗英、栗栖末人らが経営する三ツ引商事は東京電燈の設備工事の事業を拡大しており、砂糖貿易、保険事業、スラバヤへの進出なども試みていた。
1927年に三井銀行の池田成彬によって、郷誠之助と小林一三が取締役に就任。債務整理を実施した後に1930年に若尾を会社から追い、郷が社長・小林が副社長の布陣を取った。特に営業の指揮を振るった小林は、営業所を再編すると共に電気器具の販売にも注力や、決められた日に集金を行うこと等の改革を行った。
1931年には、東京発電(長野・新潟の信越電力、福島の東北電力、埼玉の関東水電の合併社）を合併した。

### 戦時体制
満州事変の翌年には上海停戦協定が締結されたものの、五・一五事件・二・二六事件・日中戦争と軍色が強くなるにつれ、電力事業の国家による統制が望まれるようになった。1938年（昭和13年）には「国家総動員法」に併せて「電力管理法」、「日本発送電株式会社法」、「電力管理に伴う社債処理に関する法律案」、「電気事業法」が制定された。また創立50周年を記念し、商工大臣の許可を得て、同社寄付金により財団法人東電電気実験所を設立（現在の公益法人東電記念財団、東電記念科学技術研究所）。川崎の実験工場で研究事業を開始した、
1939年（昭和14年）には国策会社日本発送電株式会社が設立、同年8月には「配電統制令」が発布され、東京電燈を始めとした電力会社は日本発送電と関連する関東配電株式会社など9配電会社に統合された。東京電燈自体は9配電会社設立に伴い、1942年（昭和17年）4月1日をもって関東配電へ吸収された。

### 戦後の変動
戦後、GHQ/SCAP主導で財閥解体など経済の民主化が、私的独占の禁止及び公正取引の確保に関する法律（独占禁止法）・過度経済力集中排除法などの新法に基づいて進められるに及び、日本発送電及び関東配電も再編成を求められるようになった。1951年（昭和26年）5月1日には発送配電を行う現在の9電力会社が創立されて日本発送電と関東配電は解散し、東京電燈がかつてテリトリーとし、関東配電に引き継がれていた地域は東京電力の供給・営業エリアとなった。